# Helicitet

Höger- och vänsterhänt helicitet

Helicitet (av grekiska he'lix, spiral) är en kvantmekanisk storhet och avser i partikelfysiken rörelsemängdsmomentets projektion i rörelseriktningen:
{\displaystyle h={\vec {J}}\cdot {\hat {p}},\qquad {\hat {p}}={\vec {p}}/|{\vec {p}}|}
Denna är den enda mätbara spinnkomponenten av en masslös partikel. Eftersom rörelsemängdsmomentet i förhållande till en axel antar diskreta värden, är även heliciteten diskret. För en spinn-1/2-partikel kan heliciteten antingen vara positiv ({\displaystyle +\hbar /2}) – partikeln sägs då vara "högerhänt" – eller negativ ({\displaystyle -\hbar /2}) – en "vänsterhänt" partikel.
I partikelfysikens standardmodell finns inga masslösa partiklar med spinn 1/2. Tidigare trodde man att neutrinon var masslös, men det har visat sig att den har en mycket liten massa. Trots detta är helicitet ett användbart begrepp för neutriner, eftersom massan är försumbar vid höga energier. Detta gäller även i viss utsträckning elektroner samt upp- och nedkvarkar, som även dessa har relativt små massor.